# Семеновський (Калузька область)
Семеновський (рос. Семеновский) — селище в Хвастовицькому районі Калузької області Російської Федерації.
Населення становить 1 особу. Входить до складу муніципального утворення Село Слобода.

## Історія
Від 2004 року входить до складу муніципального утворення Село Слобода

## Населення
1. Н/Д[2]